# Wolfgang Hallet
Wolfgang Hallet (* 1951) ist ein deutscher Anglist.

## Leben
Von 1970 bis 1976 studierte er Anglistik, Germanistik, Philosophie und Pädagogik an der Universität Trier. Nach der Promotion in Pädagogik 2002 ist er seit 2004 Professor für Didaktik des Englischen als Fremdsprache (Literatur- und Kulturwissenschaft) an der Universität Gießen.

## Schriften (Auswahl)
- Bertolt Brecht, Leben des Galilei. Interpretation. München 2000, ISBN 3-486-01451-X.
- Fremdsprachenunterricht als Spiel der Texte und Kulturen. Intertextualität als Paradigma einer kulturwissenschaftlichen Didaktik. Trier 2003, ISBN 3-88476-543-4.
- Didaktische Kompetenzen. Lehr- und Lernprozesse erfolgreich gestalten. Stuttgart 2006, ISBN 3-12-940000-1.
- Lernen fördern: Englisch. Kompetenzorientierter Unterricht in der Sekundarstufe I. Seelze 2011, ISBN 978-3-7800-1082-7.